# 通契·瓦尔契奇
通契·瓦尔契奇（1978年6月9日—），克罗地亚男子手球运动员。他曾代表克罗地亚国家队参加2008年夏季奥林匹克运动会手球比赛，结果获得第四名。